# Farah (provins)
Farah-provinsen er en af Afghanistans 34 provinser . Den ligger i den vestlige del af landet. Administrationsbyen hedder også Farah. Farah er en tyndt befolkede provins, der ligger på iranske grænse. Befolkningen er overvejende pashtunsk.
Provinsen grænser mod nord til Herat , mod nordøst til Ghowr, mod sydøst til Helmand, mod syd af Nimruz , og mod vest ligger Iran . Det er den fjerde største provins i Afghanistan.
Provinsen er hjemsted for mange slotsruiner, herunder "Slottet af de vantro" lige syd for byen Farah.
- Wikimedia Commons har flere filer relateret til Farah (provins)

32°30′N 63°30′Ø / 32.5°N 63.5°Ø